# 晴れ

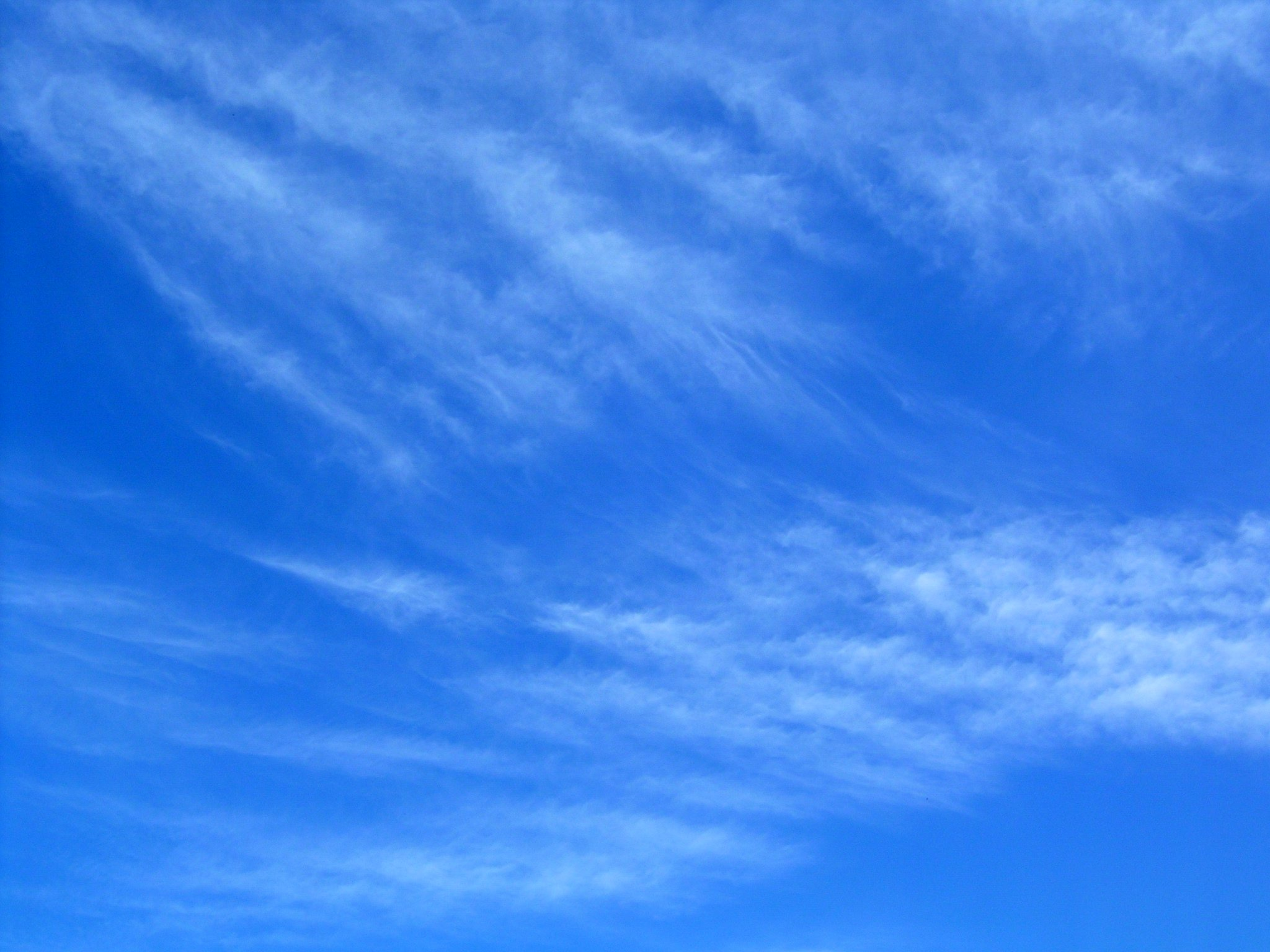
地球における晴れ

晴れを表す日本式天気記号

晴れ（はれ）は、大気がある天体において、雲が少ないか全く無い天気を指し、日本語での最狭義では地球でのそれのみを指す。

## 概念

### 晴れた空の色
地球の場合は、「晴れた空」は人に感じられる色に基づき青い空、青空（あおぞら）などとも呼ばれるが、天体が違えば晴れた空の色も異なるし、動物の種類ごとに感知される色は異なる。

### 気象観測
気象観測では、雲量が2から8で、降水などがないときを晴れとするが、気象庁による天気予報においては、快晴と薄曇りも「晴れ」とする。
一般向けの天気情報では一般的に晴れは「太陽」のマークで示している。すべての時間帯で晴れを太陽マークで示す場合や、夜間の場合は「星空」で示す場合がある。

### 疑似晴天
気圧の配置によっては、悪天候の狭間で起こる一時的な晴天を擬似晴天もしくは擬似好天と言い、後に天候の急変をもたらすことがある。山岳で起こりやすく、天候の判断を誤ることが多いため、遭難の原因のひとつにもなる。また、晴天時に発生する晴天乱気流は航空機の運航にとって注意が必要である。

### ハレとケ
日本人の伝統的な世界観の「ハレとケ」の「ハレ（晴れ）」のように、人間が直面する非日常的な事物を晴れに例えられる状況でもこの語が用いられる（「晴れの舞台」「晴れ姿」「晴れ着」など）。対義語は「ケ（褻）」。

## ギャラリー

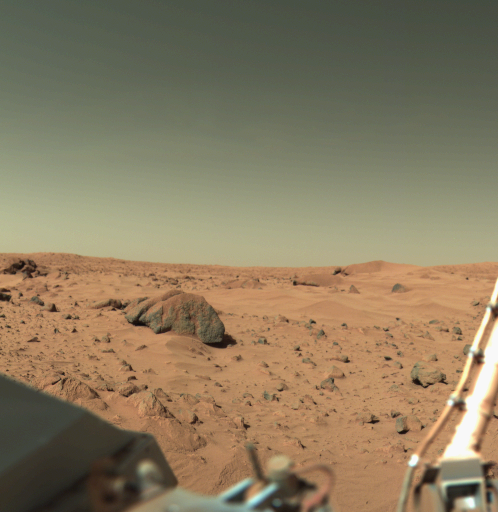
火星における晴れ
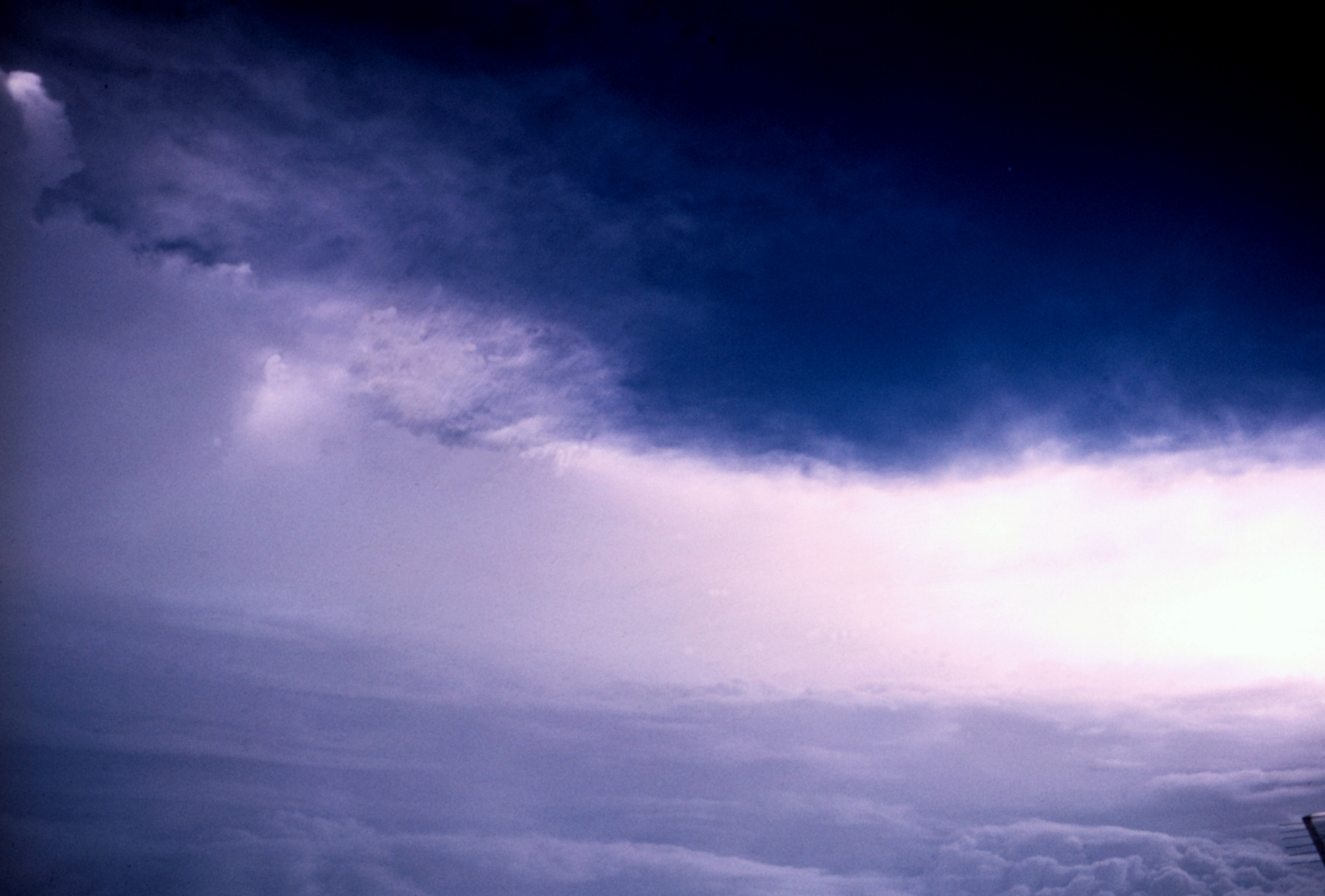
台風の目に入ったことによる晴れ